# Deh Gūsheh
Deh Gūsheh (persiska: ده گوشه) är en ort i Iran.   Den ligger i provinsen Kerman, i den sydöstra delen av landet, 1 000 km sydost om huvudstaden Teheran. Deh Gūsheh ligger 1 525 meter över havet och antalet invånare är 186.
Terrängen runt Deh Gūsheh är kuperad åt sydost, men åt nordväst är den platt.Runt Deh Gūsheh är det glesbefolkat, med 8 invånare per kvadratkilometer. Närmaste större samhälle är Seh Dāngeh, 1,8 km nordväst om Deh Gūsheh. Omgivningarna runt Deh Gūsheh är i huvudsak ett öppet busklandskap.